# Caligus ligatus
Caligus ligatus är en kräftdjursart som beskrevs av Lewis 1964. Caligus ligatus ingår i släktet Caligus och familjen Caligidae. Inga underarter finns listade i Catalogue of Life.